# Бубнович, Виталий Иванович
Виталий Иванович Бубнович (род. 12 ноября 1974 года) — белорусский стрелок из винтовки, чемпион Европейских игр, призёр чемпионатов Европы. Участник 4 Олимпийских игр (2004—2016).

## Биография
Родился в 1974 году в Гродно. В 2004 году принял участие в Олимпийских играх в Афинах, где стал 24-м в стрельбе из пневматической винтовки стоя с 10 м, и 33-м в стрельбе из малокалиберной винтовки из трёх положений с 50 м. В 2008 году принял участие в Олимпийских играх в Пекине, где стал 18-м в стрельбе из пневматической винтовки стоя с 10 м, и 29-м в стрельбе из малокалиберной винтовки из трёх положений с 50 м. В 2012 году принял участие в Олимпийских играх в Лондоне, где стал 11-м в стрельбе из пневматической винтовки стоя с 10 м, и 17-м в стрельбе из малокалиберной винтовки из трёх положений с 50 м. В 2013 году завоевал серебряную и две бронзовые медали чемпионата Европы. В 2015 году стал чемпионом Европейских игр.